# W 엔진

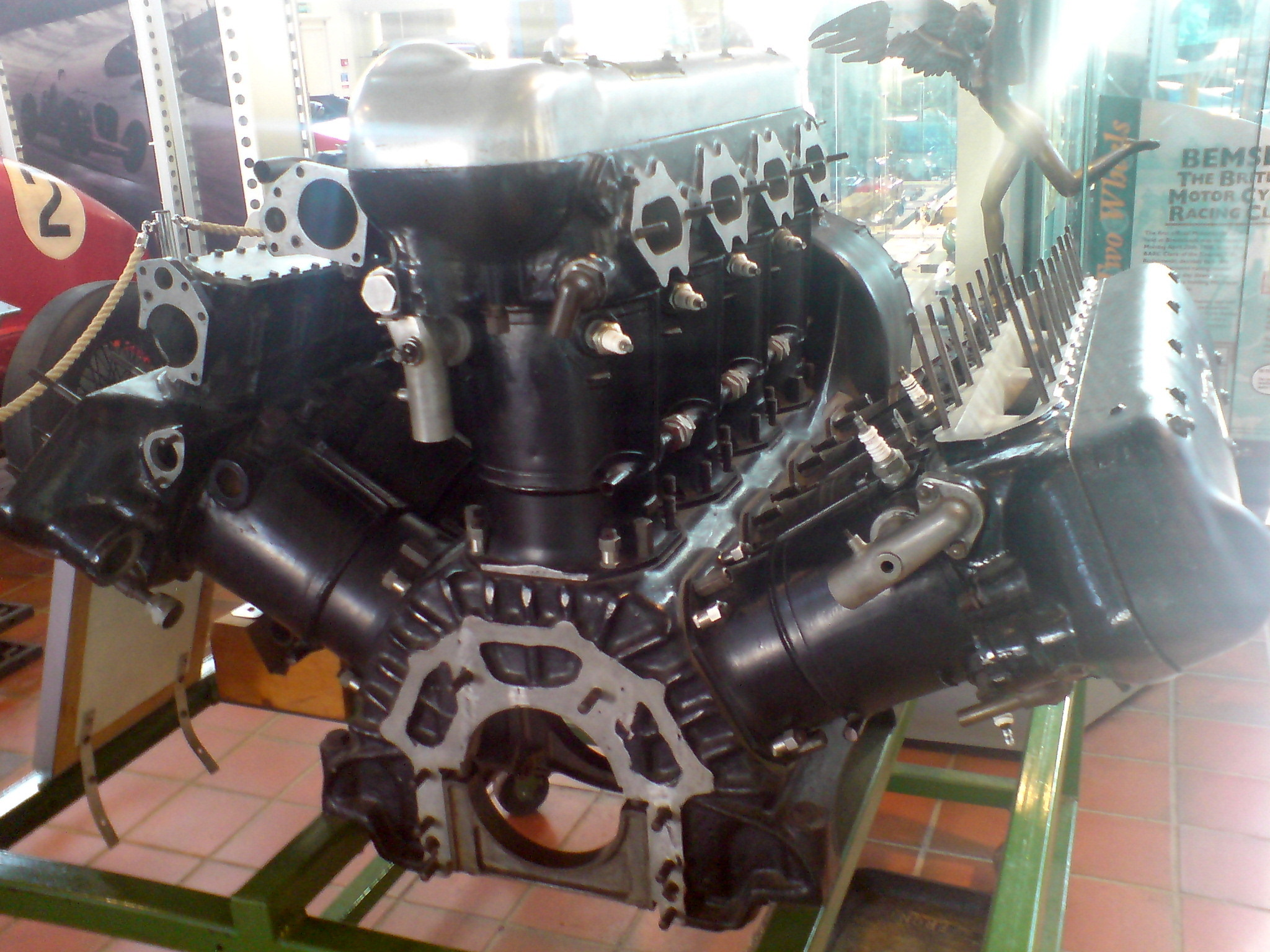
Napier Lion W12 aircraft engine (circa 1930)

W 엔진(영어: W engine)은 3개 또는 4개의 실린더 뱅크가 동일한 크랭크 샤프트를 사용하는 피스톤 엔진의 한 유형으로, 정면에서 볼 때 문자 W와 모양이 같다.
3개의 실린더 뱅크가 있는 W 엔진은 영국 정부의 넓은 화살표 속성 표시와 유사한 모양 때문에 "브로드 애로우" 엔진이라고도 한다.
W 엔진은 V 엔진보다 덜 일반적이다. V 엔진과 비교하여 W 엔진은 일반적으로 더 짧고 넓다.

## W3 엔진

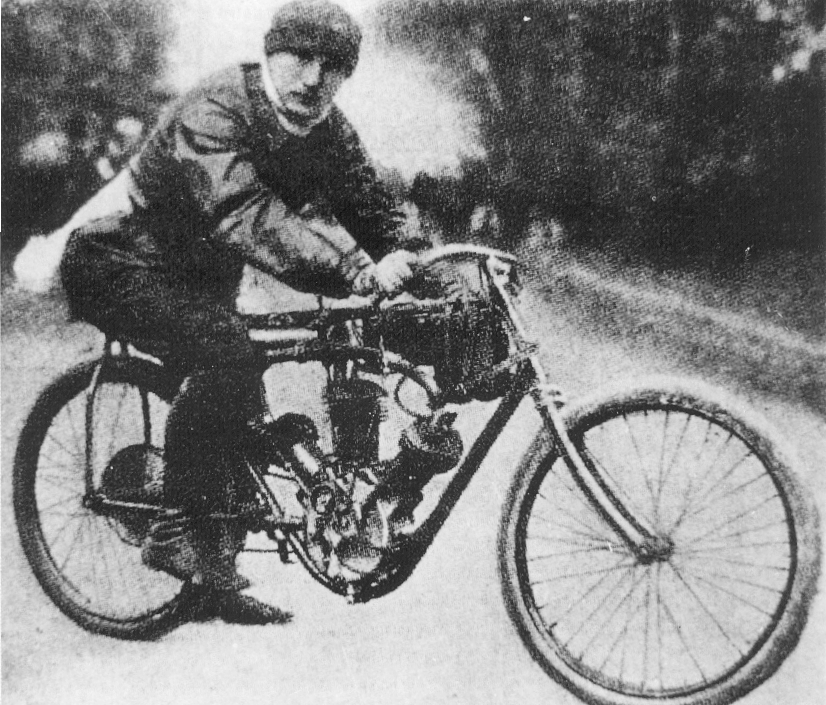
1906 Anzani 3-cylinder 모터사이클 엔진

최초의 W 엔진 중 하나는 Anzani 오토바이에 사용하기 위해 1906년에 제작된 Anzani 3기통이었다. 영국 해협을 횡단하는 최초의 비행기인 1909 Blériot XI에 동력을 공급한 것이 W3 엔진이다.
Feuling W3는 2000년대 초 미국의 애프터 마켓 부품 회사에서 제작했던 2.5 L (153 cu in) 오토바이 엔진이다.방사형 항공기 엔진과 마찬가지로 마스터 커넥팅로드와 피스톤에 연결된 두 개의 슬레이브 로드가 있다.

## W6 엔진
Rumpler Tropfenwagen에는 Siemens와 Halske가 제작한2,580 cc (157 cu in) 오버 헤드 밸브 W6 엔진이 장착되어 있으며, 3개의 쌍 실린더 뱅크가 있으며 모두 공통 크랭크 축에서 작동한다.

## W8 엔진
생산에 도달할 유일한 W8 엔진은 4개의 뱅크 디자인을 사용하고 2001년부터 2004년까지 생산했던 폭스바겐 그룹 W8 엔진 자동차 엔진이다.

## W12 엔진

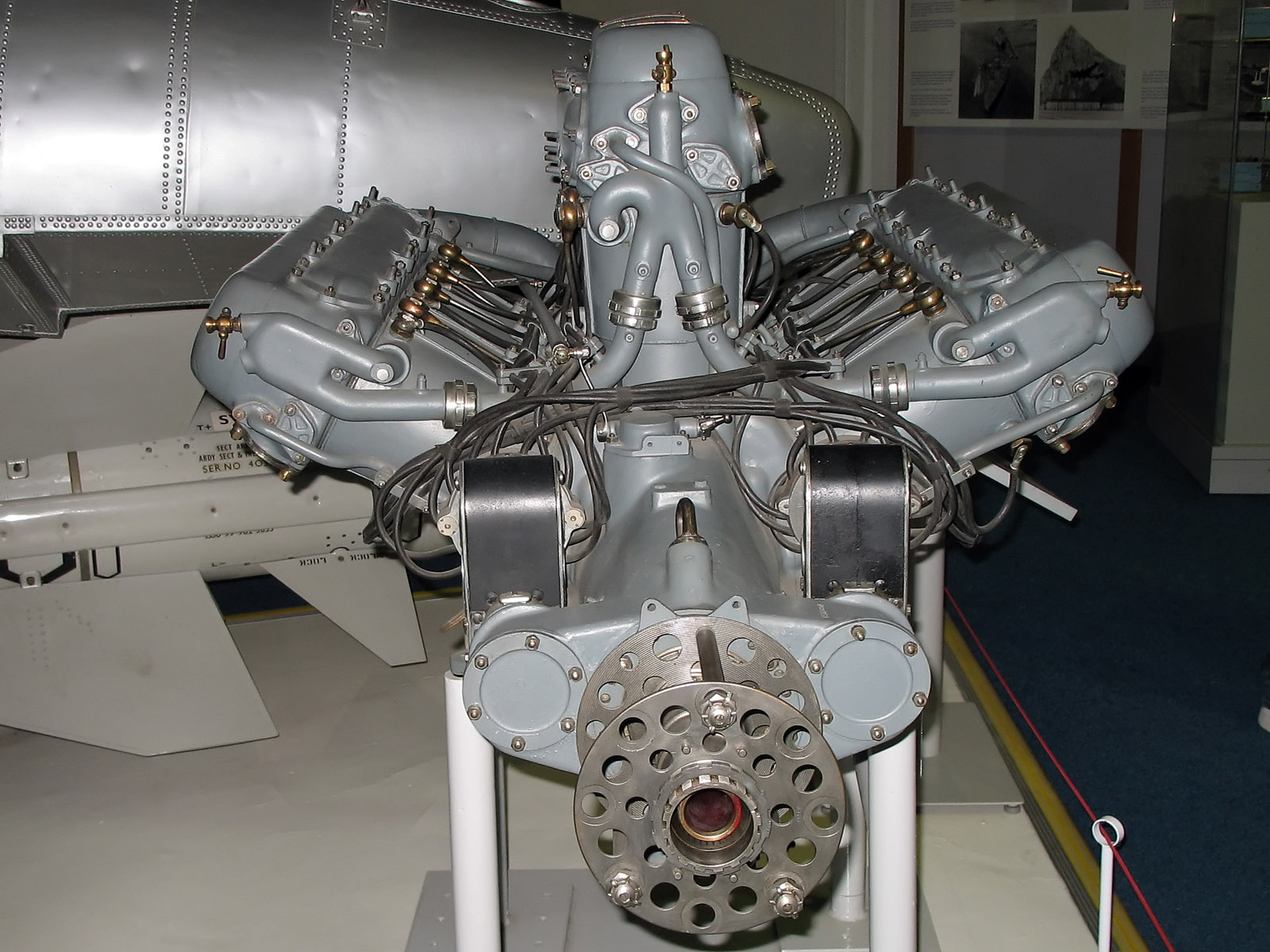
Napier Lion VII

1917년부터 1930년대까지 여러 항공기 엔진에 4기통 3개 뱅크가 있는 W12 엔진이 사용되었다. 1990년 포뮬러 원에서 경쟁할 계획이었던 실패한 W12 엔진에도 쓰리 뱅크 디자인이 사용되었다.
V12 엔진보다 자동차에 덜 일반적으로 사용되지만 W12 가솔린 엔진은 2001년부터 Volkswagen Group에서 생산되었다. 4개의 뱅크 엔진 (공통 크랭크 축이 있는 2개의 VR6 엔진을 기반으로 함)은 아우디에서 판매되는 벤틀리 및 폭스바겐 차종에 사용되었다.

## W16 엔진
W16 엔진은 2005년부터 사용된 폭스바겐 그룹 8.0 WR16 엔진을 제외하고는 거의 생산되지 않는다. 이러한 유형의 엔진은 부가티 베이론, 부가티 시론, 부가티 디보 및 관련 모델에서도 찾을 수 있다.

## 높은 구성

### W18 엔진

Operation of a three-bank W engine

W18 레이아웃은 거의 사용되지 않으며 1920년대와 1930년대에 여러 대의 항공기와 CRM Motori SpA 선박용 엔진이 유일한 생산 사례이다.

### W24 엔진
앨리슨 엔진 컴퍼니에서 제조한 앨리슨 V-3420은 W24 엔진의 예시다.

### W30 엔진
크라이슬러 A57 멀티 뱅크는 기본적으로 5개의 4.1리터 크라이슬러 평면 헤드 엔진이 기어 트레인을 통해 하나의 출력 샤프트를 구동하며 제2차 세계 대전 중에 작동하였다. 1941년에 개발되었으며 모두 서부 전선에 배치된 M3 Lee 및 M4 Sherman 전차의 변형에 사용되고 있다.